# 종착역 (드라마)
《종착역》은 2008년 8월 25일부터 2008년 10월 14일까지 방영된 MBC 특별기획 중국 드라마이다. 1974년에 KBS에서 방영된 드라마 《꽃피는 팔도강산》을 중국판으로 리메이크한 드라마로, 중국을 배경으로 삼아 감독은 물론 모든 스태프와 배우를 중국 인력으로 하였다.

## 줄거리
마빙쿤은 자신이 암에 걸렸다는 사실을 알게 되자 혼자 남게 될 아내 린즈화가 걱정되어 자식들과 상의하기 위해 부르지만 자식들은 바쁘다는 핑계로 찾아오지 않는다. 결국 노부부는 자식들을 만나기 위한 긴 여행길에 오른다.
하지만 노부부가 찾아간 자식들은 각자 저마다의 삶에 지쳐 힘겨운 삶을 살아가고 있다. 이혼 후 힘든 삶을 살아가고 있는 큰 아들과 돈 벌기에만 급급하여 가족의 소중함을 잊고 지내는 둘째 딸, 입시생인 손자의 가출로 가정이 흔들리고 있는 셋째 아들, 첫사랑과의 불륜에 빠져 이혼을 결심한 넷째 딸, 하룻밤 실수로 인해 에이즈에 걸렸을지도 모른다는 사실에 괴로워 하는 막내 아들. 노부부는 자식들이 갖고 있는 마음의 상처를 치료해 주는 긴 여행길도 이제 점점 종착역을 향해 달려가게 된다.

## 등장 인물
- 마빙쿤(성우 - 김태훈) : 아버지
- 린즈화(성우 - 손정아) : 어머니
- 마젠궈 : 큰 아들
- 마젠춘 : 둘째 딸
- 마젠화(성우 - 최한) : 셋째 아들
- 마젠추(성우 - 박선영) : 넷째 딸
- 마샤오젠 : 막내 아들
- 장치량(성우 - 황윤걸)
- 우궈칭(성우 - 장성호)
- 커윈(성우 - 김지영)
- 샤오위(성우 - 김서영)
- 하오티엔(성우 - 김두희)